# The Legend of Zelda: The Minish Cap
The Legend of Zelda: The Minish Cap (jap. ゼルダの伝説 ふしぎのぼうし Zeruda no Densetsu: Fushigi no Bōshi) – dwunasta gra z serii The Legend of Zelda, stworzona przez Flagship we współpracy z Nintendo. Została wydana na konsolę Game Boy Advance w 2004 roku w Japonii i Europie, a w 2005 w Ameryce Północnej. Polskim dystrybutorem gry jest Lukas Toys (data premiery w Polsce to 12 listopada 2004).
The Minish Cap jest trzecią grą z serii, której elementem jest legenda Czterech Mieczy (ang. Four Swords), kontynuuje The Legend of Zelda: Four Swords i The Legend of Zelda: Four Swords Adventures. Linkowi, głównemu bohaterowi gry, w którego wciela się gracz, towarzyszy (w postaci zielonej czapki) Ezlo. Tajemniczy towarzysz potrafi zmniejszyć Linka (za pomocą specjalnego portalu) do rozmiarów Picori, małych stworków żyjących w Hyrule. W grze możemy zauważyć elementy występujące w poprzednich częściach np. obecność Goronów.
Gra The Minish Cap była raczej pozytywnie odbierana wśród krytyków. W rankingu Top 25 Game Boy Advance Games of All Time zajęła 20 miejsce i w 2005 została nazwana Grą Roku (Game of the Year) przez GameSpot.

## Opis fabuły
Fabuła gry The Minish Cap skupia się przede wszystkim wokół historii Vaatiego i legendy Czterech Mieczy (był to ważny element poprzednich części: Four Swords i Four Swords Adventures. Na początku gry jest retrospekcja opowiadającą o tym, jak wiele lat temu Picori (zwane również Minishami) przekazały młodemu chłopcu w zielonym stroju miecz i złote światło (ang. golden light), dzięki którym pokonał ciemność. Są trzy rodzaje Minishów: miastowe, leśne i górskie.
Właściwa gra zaczyna się w momencie, gdy Król Hyrule prosi Linka o pomoc w odczarowaniu Królewny Zeldy, która została przemieniona w kamień przez czarnoksiężnika Vaatiego, zaraz po tym, jak mag wygrał zawody podczas Festiwalu Picori. Link został wybrany do tej misji, ponieważ tylko moc Picori może uratować Zeldę, a Minishów mogą widzieć jedynie dzieci. Podczas swojej wędrówki chłopak uratował Ezlo, tajemniczą zieloną czapkę z ptasiopodobną głową, który przyłączył się do niego i w razie potrzeby, za pomocą specjalnego portalu, zmieniał rozmiar Linka do rozmiarów Picori. Później dowiadujemy się, że zarówno Ezlo, jak i Vaati, byli Minishami (Ezlo był mistrzem Vaatiego). Jednak pewnego razu Vaati został zmieniony przez zło i nienawiść ludzi. Wziął magiczną czapkę (bez pozwolenia swojego mistrza) stworzoną przez Ezlo dla ludzi. Spełniała ona każde życzenie tego, kto ją nosił. Vaati zapragnął stać się najpotężniejszym czarnoksiężnikiem. Po kłótni z mistrzem, który próbował go powstrzymać, przemienił go w czapkę. Z pomocą Ezlo, Link odnajduje cztery elementy (żywioły) i używa ich w celu naprawienia Ostrza Picori (ang. Picori Blade), dzięki któremu odczarowuje Zeldę.

## Grywalność

### Okruchy Szczęścia
Okruchy Szczęścia (ang. Kinstones) to drobne przedmioty, które Link może znaleźć w różnych miejscach podczas swojej wędrówki. Są one połówkami medalionów. Po połączeniu ze sobą Okruchów Szczęścia, które są tego samego koloru i pasują do siebie kształtem, "stanie się coś dobrego".
Ważność Okruchów Szczęścia jest uporządkowana kolorami. Wszystkie połączenia tych drobnych przedmiotów to dodatek do głównej fabuły, wyjątek stanowią złote Okruchy Szczęścia, które musimy dopasować, aby przejść na dalszy etap gry. Link może łączyć te znaleziska ze wszystkimi postaciami lub przedmiotami, nad których głowami pojawi się tzw. "myśląca chmurka".

### Figurki
W The Minish Cap możemy natknąć się na inny dodatek: figurki (podobne do tych w The Legend of Zelda: The Wind Waker). Gracz może kolekcjonować specjalne muszelki, które mogą być ukryte w różnych miejscach. Muszelki można użyć w losowaniu figurek (maszyna do ich losowania znajduje się w Mieście Hyrule (ang. Hyrule Town), wyskakują z niej jajka, w których ukryte są figurki). Nowe figurki są dostępne tylko wtedy, gdy Link już spotkał postać, którą przedstawia figurka. Do każdego takiego przedmiotu dołączany jest krótki opis na jego temat. Szansa zdobycia nowej figurki z maszyny wzrasta proporcjonalnie do ilości oddanych muszelek za jednym razem (wzrost wynosi 1% za muszelkę). Jeśli gracz wylosuje tę samą figurkę, mężczyzna obsługujący maszynę zamienia ją na 5 Rupii. Zebranie wszystkich figurek odblokowuje wejście do jednego z domów w Mieście Hyrule, w którym znajdują się: część serca (ang. Heart Piece), skrzynia oraz gramofon z 28 ścieżkami z gry do odsłuchania.